# Igreja Presbiteriana de Honduras
A Igreja Presbiteriana de Honduras (em espanhol: Iglesia Presbiteriana de Honduras) é uma denominações reformada em Honduras. Atualmente desenvolve trabalhas sociais e conta com cerca de 23 congregações no país.

## História
Em 1960 a Antonio Farfan e Benjamin Jacob, que eram guatemaltecos presbiterianos, mudaram-se para Honduras, onde pediram apoio missionário da sua denominação a Igreja Evangélica Nacional Presbiteriana da Guatemala. Assim foi formada a Igreja Presbiteriana de Honduras. 
Atualmente a denominação desenvolve diversos trabalhos sócias no país e a conta com a parceria da Igreja Presbiteriana (EUA),  e possui 23 congregações.

## Doutrina
A denominações subscreve o Credo dos Apóstolos; Credo de Niceia; Catecismo de Heidelberg e Confissão de Fé de Westminster.

## Trabalhos sociais
A igreja trabalha em conjunto com a Igreja Presbiteriana (EUA) em projetos sociais de construção de habitações e edifícios em comunidades carentes em Honduras. Tais construções são realizadas por meios de doações feitas pela igreja dos Estados Unidos da América e seus membros.  Além disso, são desenvolvidos trabalhos de assistência médica e odontológica a população  das comunidades mais podres. 

## Relações inter-eclesiásticas
A igreja tem fortes relações de parcerias com a Igreja Presbiteriana (EUA) no desenvolvimento de seus projetos sociais, porém, a denominação não faz parte da Comunhão Mundial das Igrejas Reformadas e nem da Aliança de Igrejas Presbiterianas e Reformadas da América Latina.